# 王猛

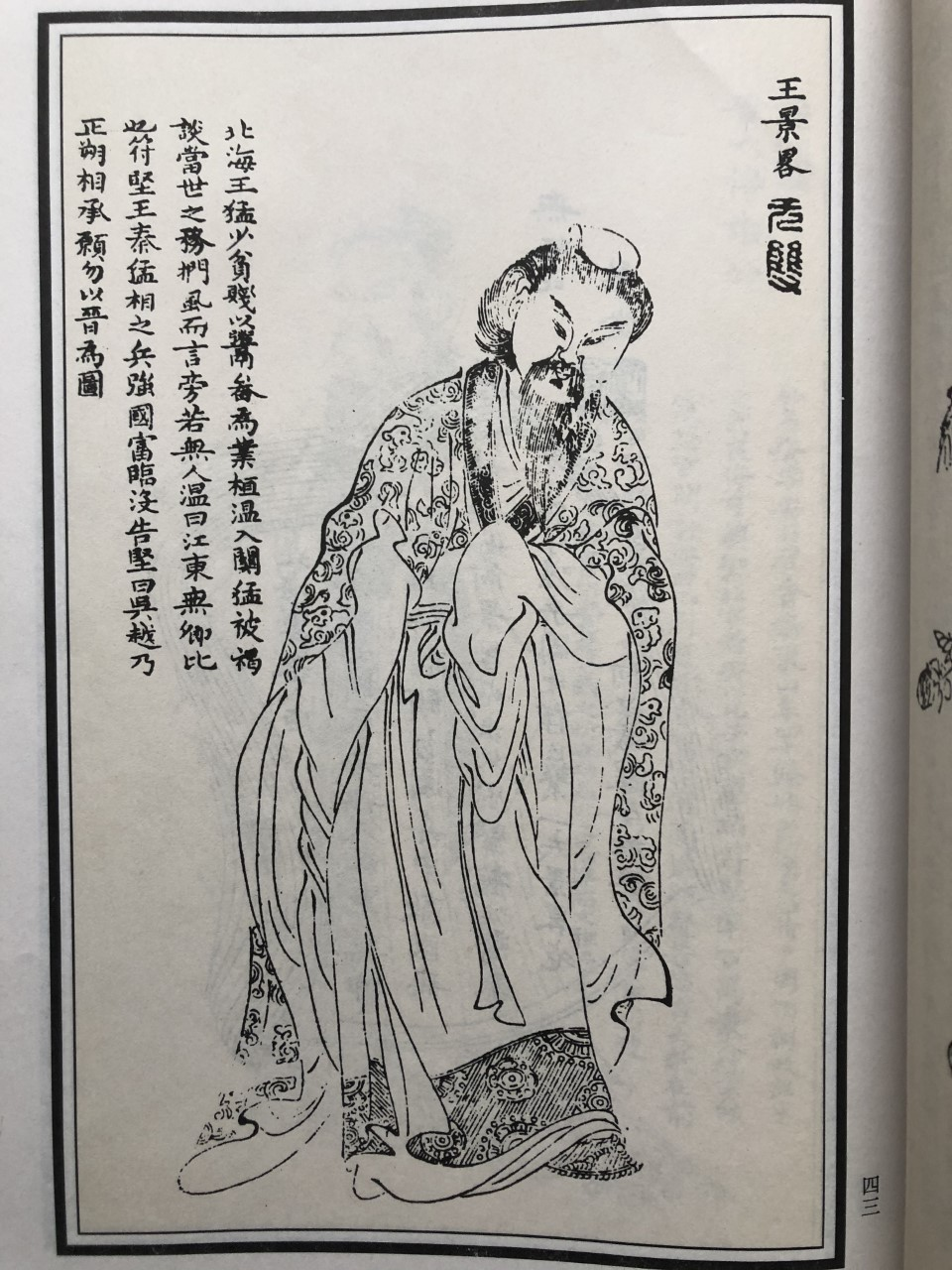
王猛

王 猛（おう もう、325年 - 375年）は、五胡十六国時代前秦の苻堅に仕えた宰相。字は景略。苻堅の覇業を全面的に補佐した賢臣で、華北統一に貢献した。

## 生涯

### 若き日
漢人の有力貴族の家に生まれたが、家は貧しかったという。
幼い頃に魏郡に移り住み、畚（竹や藁を編んで作り、物を盛って運搬する道具）を売って生計を立てていた。
若くして鄴へ遊学したが、彼の才能を評価する者は少なかった。ただ後趙の司隷校尉徐統だけが王猛を見てただ者ではないと思い、功曹に取り立てようとしたが、王猛はこれに応じなかった。その後、華陰山（現在の陝西省渭南市華陰市にある華山を指す）へと隠遁し、世を救う志を抱いて龍顔（天子に相応しい人物）の主君を望み、その時を待ちながら天下の動静を観察していた。

### 苻堅に仕官
時の前秦皇帝苻生は残忍暴虐な人物であり、官吏・女官などの殺戮を繰り返していた。苻生の従兄弟である苻堅は文武に非凡な才能があり、また大志を抱いていたので、群臣は苻生を誅殺して代わって即位するよう彼に勧めた。だが、苻堅はなかなか決心がつかず、尚書呂婆楼（後涼君主呂光の父）にこのことを尋ねた。すると呂婆楼は王猛が不世出の才を有しており、国家の大事を相談するに足る人物であると推挙した。そこで苻堅はすぐさま呂婆楼を派遣して招聘させた。王猛は苻堅と会うと、まるで旧知の仲であったかのように国家の興亡や大事に至るまで語り合い、その様はまるで劉備が諸葛亮を遇した時のようであったという。これ以降、王猛は苻堅の傍に仕えるようになり、彼の下で謀略を張り巡らするようになった。
357年6月、苻堅は政変を決行して苻生を殺害すると、自ら位を継いだ。8月、王猛は中書侍郎に任じられ、国家の機密を取り扱うよう命じられた。
当時、始平県には枋頭から多くの移民が到来しており、豪族が好き勝手に振る舞って強盗略奪が横行していた。そのため、苻堅は王猛を始平県令に任じてこれに対処させた。王猛は着任するとすぐさま法を明らかにして厳格に刑罰を行い、善悪を明確にし、有力な豪族であっても勝手な振る舞いを禁じた。だが、不正を侵した1人の官吏を鞭打って殺害したことで、民衆が上書して訴訟を起こした。役人がこれを弾劾したので、王猛は檻車によって廷尉に連行された。苻堅は自ら王猛と会うと「執政の礼というものは、まず徳化を行うものであり、着任して間もないうちに殺戮を行うのは無道であると聞く。これは酷ではなかろうか！」と詰ったが、王猛は「臣が聞くところによれば、安寧な国家を取り仕切るには礼をもって行い、乱れた国を治めるには法をもって進めるとのことです。陛下はこの猛を不才な者であるとして、この激動の地域を任せてくださいました。ですので、謹んで明君のために凶猾なる者を除こうとしたのです。まず1人の姦人を処刑しましたが、それでも万を超える数が残っております。もしこの猛が残った暴徒を追い詰めることや、法を乱す者を肅清することも出来なかったならば、釜煎りの刑にて過ちを謝しましょう。しかしながら、酷政を行ったことについての刑はまだ受け入れるわけには参りません」と答えた。苻堅は感嘆して群臣へ「王景略は夷吾（管仲）・子産のような人物であるな」と述べ、これを許した。

### 急速な昇進
12月、苻堅は尚書が文書をうまく管理出来ていなかったことから、王猛を尚書左丞相に任じてその職務に当たらせた。その後、咸陽内史に転任となった。
359年8月、王猛は侍中・中書令・京兆尹に昇進した。当時、強皇太后（初代皇帝苻健の妻）の弟である特進強徳は酒に耽って横暴な振る舞いをしており、百姓の患いとなっていた。そのため、王猛は強徳を捕らえると苻堅の命を待たずに処刑し、屍を市に晒した。苻堅は強徳が収監されたと聞き、使者を急行させて処刑を取りやめさせようとしたが、間に合わなかった。ただ、王猛を罪に問うこともなかった。
さらに、王猛は御史中丞鄧羌と共に綱紀粛正に取り掛かり、数10日の間に貴族や役人の不正を洗い出し、処刑または免職された者は20人を超えた。これによって百官は恐れおののき、悪人は息を潜めた。また、道端に落ちている物を拾わなくなるなど、風紀は引き締められた。これを見た苻堅は「我は今初めて理解した。天下に法が有るということを。天子が尊なる存在であることを」と感嘆した。
苻堅の王猛への寵愛は日に日に篤くなり、次第に朝政で王猛が関与しないものは無くなっていったという。
10月には吏部尚書に任じられ、すぐに太子詹事に移った。11月には尚書左僕射を加えられ、12月にさらに輔国将軍・司隷校尉に昇進し、騎都尉が加えられ、宮中に宿衛することとなった。また、尚書左僕射・太子詹事・侍中・中書令の職務についても引き続き兼務した。王猛は何度か上表し、昇進を辞退しようとしたが、苻堅はこれを許さなかった。王猛は1年の内に5度も昇進したのでその権力は内外に及ぶ者がおらず、宗族や旧臣の殆どがこの寵愛を快く思わなかった。尚書仇騰・丞相長史席宝は幾度も王猛を讒言したが、苻堅は怒って仇騰を甘松護軍に左遷し、席宝を白衣を着たまま長史の職務に当たらせた。この一件以降、官僚はみな服して異論を挟む者はいなくなった。

### 反乱鎮圧
366年7月、王猛は前将軍楊安・揚武将軍姚萇と共に2万を率いて、荊州北部の南郷郡を始めとした諸郡へ侵攻した。これを聞いた東晋の荊州刺史桓豁は救援軍を差し向けた。8月、王猛らは新野へも侵攻し、漢陽の1万戸余りを捕らえてから軍を帰還させた。
12月、羌族の斂岐が前秦に反旗を翻し、益州刺史を自称した。さらに彼は自らの部落4千家余りを従え、隴西地方に勢力を築いていた李儼に臣従した。367年2月、王猛は隴西郡太守姜衡･南安郡太守邵羌・揚武将軍姚萇を始め7千の兵を率い、斂岐討伐に向かった。4月、略陽を攻め落とし、斂岐を白馬へと敗走させた。さらに邵羌に斂岐追撃を命じ、生け捕りに成功して長安へ送還した。
同じ頃、李儼は前涼から攻撃を受けたため、苻堅へ謝罪して臣従を誓う変わりに救援を要請した。苻堅はこの申し出に応じ、楊安と建威将軍王撫に兵を与えて王猛と合流させ、李儼救援を命じた。王猛は王撫に候和を、姜衡に白石を守らせ、自身は楊安と共に枹罕へと進撃した。枹罕の東で前涼の前将軍楊遹と交戦となったが、王猛は敵軍を大破し、捕虜･斬首併せて1万7千の戦果を挙げた。さらには前涼の将軍陰拠を撃ち破ってその身柄を捕らえ、千の兵を鹵獲した。その後、王猛は枹罕へ到達すると、城下において君主張天錫率いる前涼軍本隊と睨み合いの状態となった。この時、張天錫へ書簡を送り「我が受けた詔は李儼救援のみであり、涼州と交戦することではない。今、防備を固めて次の詔を待っている所であるが、こうして膠着状態となっても互いに疲弊するだけで良策ではない。もし将軍（張天錫）が退却するのであれば、我は李儼の下へ赴くだけである。さすれば将軍は無事に帰ることが出来るのだ。それが最良だとは思わんかね」と告げ、交戦を諦めて本国へ帰還するよう勧めた。これを受け、張天錫は軍を撤退させた。
だが、前涼軍が撤退した後も李儼はなおも城に立て籠ったままであり、王猛を迎え入れなかった。そのため、王猛は平服で輿に乗り、数10人だけを連れて李儼へ面会を求めた。李儼はこれにより警戒を解き、迎え入れようとして門を開いたが、王猛は李儼の守備が整わないうちに潜ませていた将士を次々と突入させた。こうして李儼を生け捕りにして枹罕を占領し、立忠将軍彭越を涼州刺史に任じて枹罕鎮守を命じた。王猛は李儼へ、籠城して出迎えなかった件を咎め、李儼に陰謀を勧めた賀純を斬った。その後、軍を帰還させると共に李儼を長安へ連行した。
これより以前の364年、苻生の弟である苻騰が反乱を起こすも失敗し、誅殺された。この事件の後、王猛はこれを機に他の苻生の弟5人（苻方・苻柳・苻廋・苻武・苻幼）を除き、憂いを断つよう勧めたが、苻堅は聞き入れなかった。
365年、苻幼は苻堅が長安を留守にしたのに乗じて乱を起こし、任地の杏城より出撃して長安へ侵攻した。王猛は李威と共に長安の守りを固めてこれを防いだ。最終的に苻幼は李威により殺害され、乱は鎮圧された。
367年10月、苻双・苻柳が苻堅に対して反旗を翻し、さらに苻廋・苻武もまたこれに呼応し、共同で長安へと侵攻する準備を始めた。368年1月、苻堅の命を受け、王猛は鄧羌と共に出撃し、苻柳の守る蒲坂へ向けて軍を進めた。4月、苻柳が決戦を挑もうと王猛を挑発したが、王猛は砦を固く閉じて応じなかった。5月、撃って出ない敵軍を見た苻柳は自分を恐れているのではないかと思い込み、子の苻良に蒲坂の守りを任せると、兵2万を率いて長安へと軍を向けた。苻柳が蒲坂から百里余りまで到達したところで、王猛は鄧羌に軽騎七千を与えて夜襲を掛けさせ、これを散々に撃ち破った。このため苻柳は軍を返したが、 王猛は全軍を挙げてこれの追撃に掛かり、そのほとんどを捕虜とした。苻柳は数百騎を引き連れて、かろうじて蒲坂へと戻った。9月、王猛は蒲坂を攻略し、苻柳を始めその妻子の首を刎ね、長安へと運ばせた。王猛はそのまま蒲坂に止まると、鄧羌と王鑒に命じて陝城を守る苻廋の攻撃に向かわせ、これを攻め下した。苻双・苻武も前秦の別動隊が討伐し、乱は鎮圧された。

### 前燕呑併
369年、尚書令・太子太傅に昇進し、散騎常侍を加えられた。
7月、東晋の大司馬桓温が前燕討伐（第三次北伐）に乗り出すと、前燕は苻堅へ虎牢以西の地を割譲することを条件に援軍を要請した。苻堅は群臣を集めてこの件にどう対応すべきか協議すると、百官はみな「かつて桓温が我らを伐って灞上に至った時（前述した354年の第一次北伐）、燕は救援には来ませんでした。今、桓温は燕を討っておりますが、救援を出す義理はありますまい。燕は我らに称藩しているわけでもないのに、どうして助ける必要がありましょうか！」と反対したが、王猛は密かに苻堅へ「燕は強大といえども、慕容評（前燕の宰相）では桓温の敵にはなりえません。もし、桓温が山東を押さえて洛邑まで進軍してしまえば、幽州・冀州の軍を併呑し、并州・豫州の粟を収奪し、崤澠（崤山・澠池一帯）まで兵を送り込むことでしょう。そうなってしまえば、陛下の大事（中華統一）も去ってしまいます。今はひとまず燕と共に桓温を撃つのです。桓温が退けば、燕はまた腐敗するでしょう。その時を見計らい、我等は燕を征伐すべきです」と勧めると、苻堅はこれに同意した。8月、苻堅は要請に応じて鄧羌らを派遣し、東晋軍を撃ち破った。
後に慕容暐が割譲の約束を反故にすると、これに苻堅は激怒した。苻堅の命により、王猛は建威将軍梁成・鄧羌を従え、歩兵騎兵合わせて3万を率いて前燕へ侵攻した。12月、洛州刺史慕容筑が守る洛陽に攻め込んだ。370年1月、王猛は慕容筑へ書を送って脅しをかけると、戦意喪失した慕容筑は降伏を申し出たのでこれを受け入れた。慕容臧が精鋭10万を従えて洛陽へ救援にやってくると、彼は新楽に城を築くと共に石門において前秦軍を撃破し、将軍楊猛を捕らえた。この動きを察知した王猛は梁成らに迎撃を命じ、精鋭1万を与えて急行させた。慕容臧は滎陽まで進んでいたが、王猛軍の到来を予期していなかったので、備えをしておらず大敗を喫した。王猛は軍を還すと、鄧羌に洛陽を統治させた。
後に王猛は司徒・録尚書事に移り、平陽郡侯に封じられ、他の職務については以前同様とされた。しかし、王猛は「未だ燕も呉（東晋）も滅びておらず、ただ1城を陥落させただけで三公にまで抜擢されては、もし2国を滅ぼした際には、どう賞されると言うのです！」と言うと、苻堅は「卿はいつも我の心を戒めてくれるな。故に卿の謙譲の美徳がよりはっきり分かる。だが、詔は既に発布したのだ。三公はまだしも封爵は凡庸なものである。なんとか受け取ってくれたまえ」と答えたが、結局王猛はこれを辞退した。
4月、再び司徒・録尚書事に任じられたが、またも固辞した。
5月、苻堅は王猛を総大将に任じ、楊安・張蚝・鄧羌ら10将と歩兵騎兵合わせて6万の兵を与えて、前燕討伐に向かわせた。6月、苻堅は灞東まで王猛に付き従うと「今、卿に精兵を授け、重任を委ねる。壷関、上党より潞川に出ることが出来れば、迅速に渡河することが出来よう。これこそ『疾雷耳を掩うに及ばず（急激に状況が変わり、対処する暇がないこと）』である。後で我も兵を率いて卿に続くので、鄴（前燕の首都）で相見えるとしよう。既に水路をもって絶え間なく兵糧物資を輸送するよう命じている。卿はただ賊のことを考え、後に煩いを遺さぬようにせよ」と言葉を掛けた。これに王猛は「臣は凡庸な才能しか無く孤独に生活しており、高雅に英雄を補佐することもありませんでした。しかしながら、陛下からは恩栄を蒙り、内では参謀として侍りながら外では軍旅を統括する身となりました。宗廟の霊の力を借りて陛下より神算を授かれば、残胡を平定できないことなどありましょうか。わざわざ陛下が鑾（天子の車に付いている鈴）の音を煩いながら進軍される必要はありません。臣は武に長じてはおりませんが、時間を掛けずに勝利を得られるでしょう。ただ、願わくば平定後には速やかに役人に命じて、治所（政務を行う場所）を鮮卑の地（前燕の領土）に設置してくださいますよう」と答えた。苻堅は大いに喜び、軍を見送った。
7月、王猛は自ら壷関へ侵攻し、楊安には別動隊を委ねて晋陽攻略を命じた。8月、壷関を陥落させて前燕の上党郡太守慕容越を生け捕った。これにより、王猛軍が進んだ先の郡県は全て降伏した。王猛は屯騎校尉苟萇に壷関の守備を任せると、楊安の加勢に向かった。晋陽には兵も糧食も十分備わっていたので、楊安は攻略に手間取っていた。9月、王猛が晋陽に到着すると、張蚝に命じて地下道を掘って城内への進入路を作り、壮士数百人を与えて城内に侵入させた。城内に入った張蚝は大声で叫んで城内を混乱させ、城門を内から開いた。これを合図に王猛は楊安と共に城内に突入し、城を陥落させて前燕の并州刺史慕容荘を捕らえた。
王猛襲来の報が鄴に届くと、慕容暐は太傅慕容評・下邳王慕容厲に40万を超える兵を与えて救援を命じた。だが、慕容評は王猛に恐れを抱き、潞川に軍を留めて持久戦に持ち込もうとした。10月、王猛は将軍毛当に晋陽を任せ、さらに潞川へ進軍して慕容評と対峙した。慕容評はこのような状況にあっても、山間の泉水を包囲して断つことで資源を独占し、それにより得た散木や水を売り捌き、金銭や布帛を山のように積んでいた。士卒はみなこのことに不満を抱いており、その士気は大いに低下していた。王猛はこれを知ると「慕容評は全く無能である。億兆の兵を率いていたとしても、畏れる必要は無い。ましてや数10万程度など赤子の手を捻るに等しい。必ずや撃破して見せよう」と述べ、乗じる隙が大いにあると考えた。そして、游撃将軍郭慶に精鋭五千を与えると、夜闇に乗じて間道から敵陣営の背後に回らせ、山の傍から火を放った。この火計により、慕容評軍の輜重は焼き尽くされた。この火は鄴からも見える程凄まじかったという。慕容暐は大いに恐れ、慕容評を叱咤して速やかに決着を着けるよう命じたので、慕容評はようやく決戦を考えた。
王猛は渭原に布陣すると、将兵へ「この王景略、国家より厚恩を受け、内外の任を兼務し、今は諸君らと共に深く賊の地に進んでいる。各々よく勉めて進軍し、退くことはないように。軍の間では協力し合い、恩顧に報いようではないか。我らは爵位を明君の朝廷より授かり、父母の家で杯を交わして祝うことが出来るのだ。なんと素晴らしいことではないか！」と宣誓した。これにより兵は皆勇ましく奮い立ち、釜を壊して軍糧を棄てることで退路が無いことを示し、大声を挙げながら競うように進軍した。王猛は鄧羌・張蚝・徐成らを慕容評の陣営へ突撃させて敵陣を蹂躙し、数えきれない程の将兵を殺傷した。日中には慕容評の軍は潰滅し、捕虜や戦死した兵はゆうに5万を超えた。この勝利に乗じてさらに追撃を掛けると、捕虜や戦死者の数は10万に上り、そのまま軍を進めて遂に鄴を包囲した。王猛の軍は規則が厳整であったので、勝手に規律を犯す者は一人もいなかったという。
11月、戦勝報告を受けた苻堅は自ら精鋭10万を率いて鄴に向かうと、王猛は密かに安陽まで赴いて苻堅を出迎えた。苻堅はこれを咎めて王猛へ「昔、亜夫（周亜夫）は軍営を出て漢文（文帝）を迎えるようなことはしなかったが、将軍はどうして敵に臨みながら兵の指揮を放棄してやって来たのか」と述べたが、王猛は「臣は亜夫の事績を何度も見ましたが、彼は主君に振る舞いを改めさせたことを以て名将と扱われており、密かにこれを超えることは出来ないと思っておりました。臣は陛下の神算を奉じ、滅亡に向かう虜を攻めておりますが、それは摧枯拉朽（強大な気勢で腐敗した勢力を粉砕すること）の如しであり、陛下が心配されるようなことではありません！監国（太子の苻宏）は幼少であり、天子の車が遠くにあっては、もし不慮の事態が起こったならば、宗廟がどうなるとお思いですか！」と、苻堅が都を離れた事を逆に叱責したという。
王猛はそのまま苻堅の指揮下に入ると鄴攻略を開始し、遂にこれを陥落させた。慕容暐は逃亡を図るも游撃将軍郭慶に捕らえられ、諸州郡の牧守や胡族の頭目はみな降伏し、こうして前燕は滅亡した。今回の戦功により王猛は使持節・都督関東六州諸軍事・車騎大将軍、開府儀同三司・冀州牧に任じられ、清河郡侯に進封された。また、慕容評の屋敷にあった全ての財宝と、美妾5人・上女妓12人・中女妓38人と馬100匹・車10乗を下賜されたが、王猛はこれらを固辞して受けなかった。
当時、鄴では強盗略奪が横行していたが、王猛が入城すると遠近共に静まり返り、前燕の人々は安息を取り戻したという。そのまま王猛は鄴を鎮守し、関東全域の統治を任された。王猛の政治は寛大であり法令は簡潔であったため、民は落ち着き、生業に精を出せるようになった。また、王猛は房曠・韓胤・陽瑶（陽騖の子）といった関東の地における俊才を抜擢し、各地の長官職には現地の才覚ある人物を登用することで前燕の民の動揺を防いだ。
数ヶ月滞在した後、王猛は上疏して自分より有能な者に統治を代わらせるよう述べたが、苻堅は侍中梁讜を鄴に派遣して王猛を喩させ、これまで通り任務にあたらせた。
371年、苻堅は王猛がかつて捕虜にした前涼の将軍陰拠と兵士5千を前涼へ送還した。この時、王猛は張天錫へ強圧的な内容の書を送り「昔、貴の先公は劉（前趙）・石（後趙）の藩を称したが、これはただ強弱を考えてのものであった。今、涼土の力を論じれば、往年からは損なわれている。また、大秦の徳は二趙の比ではない。にもかかわらず、将軍は翻然として断絶している。これは宗廟の福とはならないであろう！秦の威を以てすれば、遠方を揺らし、弱水を回して東に流し、江・河を逆流させて西に注がせることも出来よう。関東は既に平らげており、この兵を河右（河西）へ移せば、恐らく六郡の士民では抗すること叶わぬであろう。かつて（後漢末に）劉表は『漢南を保つことが出来る』と言ったが、将軍も『河西を全うできる』と言うかね。吉凶は身にあるものである、元亀は遠くにはない。故に、深算・妙慮し、自ら多福を求めるべきである。六世の業を一代で地に堕とすべきではないぞ！」と告げ、前秦の傘下に入るよう仕向けた。これを見た張天錫は大いに恐れ、苻堅に謝罪して称藩する使者を派遣した。

### 前秦の丞相
372年6月、王猛は丞相・中書監・尚書令・太子太傅・司隷校尉に任じられ、中央に召還された。使持節・散騎常侍・車騎大将軍・清河郡侯はそのままとされた。8月、長安に到着するとさらに都督中外諸軍事が加えられた。王猛は何度も上表して辞退する旨を伝えたが、苻堅は王猛以外にこの大任は務まらないと答えて、辞退を受け入れなかった。これによって、国家の内外のあらゆる政務は、事の大小に関わらず、全て王猛に帰した。王猛の執政は公平であり、禄を食んでおきながら職責を全うしない者を放逐し、隠居して世に用いられていない物を発掘し、才能ある者を顕彰した。外においては軍備を整え、内においては儒学を尊ばせた。農業と養蚕を励行し、廉恥をもって教化に当たった。罪無き者が刑されることはなく、才無き者が任じられることはなかった。これにより諸々の事績は尽く盛んとなり、百官は信服した。ここにおいて兵は強く国は富み、太平へと近づいた。これらは王猛の力によるものであった。また王猛は学問・教育にも尽力し、永嘉の乱以来学校は廃れて風俗も乱れていたが、それらを全て再建し、また長安を拠点にして街道を整備し、20里ごとに1亭、40里ごとに1駅を置いたので、旅行者は安心して必要な物を揃えることが出来、手工業者や商人は安心して道ごとに商売できたという。百姓達はその統治を祝って歌謡を作ったという。
数年すると、さらに司徒を加えられた。王猛は何度も上疏して辞退を申し出たが、苻堅はこれを聞き入れなかった。そのため、王猛は仕方なくこれを受け入れた。
ある時、苻堅は落ち着いた様子で王猛へ「卿は朝早くから夜遅くまで怠ることがなく、万事に渡って心を尽くして勤めている。まるで文王が太公（太公望）を得たようだ。おかげで我は優遊ととして年を過ごせそうだ」と言うと、王猛は「陛下は図らずも臣の過ちを知っておりましょう。臣がどうして古人に擬されるに足りましょうか！」と答えた。苻堅は「我の観る所、太公が汝に比べて過ぎた存在とは思わん」と言った。
苻堅は常々太子苻宏・長楽公苻丕へ「汝らが王公（王猛）に仕えることは、我に仕えるのと同じであるぞ」と言っていた。彼が重んじられる様は、これ程であった。

### 最期
375年6月、王猛は病床に伏すようになった。苻堅は自ら南北郊・宗廟・社稷に祈りを捧げ、近臣を黄河や五岳の諸々の祠に派遣して祈祷させた。王猛の病状が少し回復すると、境内の死罪以下に大赦を下した。王猛は上疏して「図らずも陛下は臣の如き命のために、天地の徳を汚そうとしております。天地が始まって以来、このようなことは未だかつてありません。臣が聞くところによりますと、恩徳に報いるには言葉を尽くすことだといいます。垂没する命をもって謹んで、ここに遺款を献じさせていただきます。伏して惟みますに、陛下は威烈をもって八方の荒地を震わせ、声望と教化により六合を照らし、九州百郡の10のうち7を統べ、燕を平らげて蜀を定め、これらを容易く果たされました。しかしながら、善を作る者が必ずしも善を成すわけではなく、善を始める者が必ずしも善に終わるわけではありません。故に、古の明哲な王は功業を成すのは容易ではないことを深く理解し、いつも戦々恐々とし、それは深谷に臨むかの如くです。伏して惟みますに、陛下が前聖を追蹤してくだされば、天下は甚だ幸いといえましょう！」と述べ、これまでの受けた恩に謝すと共に、時政についても論じた。この進言が益する所は非常に大きく、苻堅はこれを覧ずると涙を流し、左右の側近も悲慟した。
7月、病状が重篤となると、苻堅は自ら病床を見舞い、後事を問うた。王猛は「晋は呉越の地（江南地方）に落ちぶれてはいますが、天子は継承されています。隣人として親しく接することが、この国の宝にもなります。臣が没した後は、願わくば晋を図ることのありませんよう。鮮卑（慕容垂ら）や羌（姚萇ら）こそが我らの仇であり、必ずや煩いとなります。時期を見て彼らを除き、社稷の助けとして頂きますように」と答え、東晋征伐の反対と他種族の排斥を訴えた。
その後、間もなく息を引き取った。享年51であった。翌年に苻堅は前涼を滅ぼして華北平定を成し遂げるが、王猛がそれを見届けることはなかった。
侍中が追贈され、丞相などの位は生前のままとされた。東園温明秘器、帛3千匹、穀1万石が下賜された。謁者・僕射に喪事を監護させ、葬礼の一切は前漢の大将軍霍光の故事に依るものとした。苻堅の悲しみぶりは大変なものであり、葬儀に際しても泣くことをやめなかったという。そして太子の苻宏に向かって「天は我に中華を統一させたくないというのか？何故我から景略をこんなに速く奪ったのだ！」と嘆いた。武侯と諡された。官民はみな何日にも渡って、その死を悼んだ。

## 人物

### 容貌・性格
立派な容姿をしており、博学で兵書を好んだ。真面目で剛毅な性格であり、度量が広く細事にはこだわら無かった。また、神霊への祭祀の類には一切参加しなかった。若い頃は他者とあまり交流しなかったので、浮華の士（うわべだけ華やかで、実態が伴っていない者）からは軽んじられ、嘲笑されていたが、王猛は悠然として全く気にしなかった。
また気性が強く信念を曲げず、直言を憚らなかった。清廉で物静かであり、善悪を見極めるのに長けていた。少しでも恩を受けると必ずそれに報いたが、他者から怨みを受けた時も必ずそれに報いたという。

### 業績
王猛は儒教に基づく教育の普及、戸籍制度の確立、街道整備や農業奨励など、内政の充実に力を注ぎ、氐族の力を抑えて民族間の融和を図った。軍事面でも李儼討伐や苻柳らの反乱鎮圧で功績を挙げ、前燕討伐に当たっては総大将を任され、6万の軍で敵軍40万を破り前燕を滅ぼした。王猛は重農主義への転換、官僚機構と法制の整備により国制を確立し、五胡十六国随一の強国を築き上げ、この時代ではまれにみる平和な世を築き上げた。王猛はのちに唐代の史館が選んだ中国史上六十四名将の一人に選出された（武廟六十四将）。

### 苻堅との絆
苻堅と王猛の主従関係は、後趙の石勒と張賓、北魏の世祖太武帝（拓跋燾）と崔浩よりはるかに親密さの度合いが大きかったとされる。
王猛は氐人の官僚から不当な弾圧を受けることがしばしばあったが、これは中華に支配者として臨んでいた胡族が漢族を自分達の耕作奴隷と見なしていたこと、その漢族出身の王猛が自分たちに対して指図することへの不満を述べたものであった。それでも苻堅の王猛への信頼は全く揺らぐことはなく、むしろ讒言した者が処罰を受けた。当時の華北における胡漢の勢力関係を考えれば、漢族が胡族に粛清されることは通例で生じたが、その逆は殆ど無かったため、この主従がいかに強い信頼関係であったかを窺う一例とされている。苻堅の末弟苻融は「王景略（王猛）は一時の奇士であり、陛下はいつも彼を孔明（諸葛亮）に擬していました」と評している。
王猛の進言を苻堅が聴き入れなかったことは殆ど無かったが、幾つか聴き入れなかったことがあり、それが王猛を失った後、苻堅の致命的な失敗に繋がっている。苻堅は鮮卑の慕容垂や羌の姚萇を始めとする異民族を極端に優遇しており、王猛は前述のように国家の災いとなるので除くべきと進言したが、受け入れられなかった。また、苻堅が南征軍を興して東晋を攻めるのにも最期まで反対しており、逆に東晋とは友好を結ぶようにも提言していた。しかし王猛の死から8年後、苻堅は南征に出るも東晋軍に淝水の戦いで大敗を喫した。これを機に異民族の混成国家だった前秦では諸部族の離反と自立が相次ぎ、慕容垂は後燕を、姚萇は後秦を建国して自立した。苻堅は敗戦から2年後に姚萇によって殺害された。
聖王として語られることの多い苻堅だが、その功績の大半以上は王猛なしでは為し得ないものであった。

## 逸話

### 桓温との交流
354年、東晋の桓温が北伐を敢行し、関中に駐屯した。当時、まだ隠遁生活を送っていた王猛は彼の下へ訪ねると、虱をひねりながら天下の大事を堂々と論じ合い、桓温より高く評価された。また、桓温は「我は天子を奉じて精鋭十万を率い、義をもって逆賊を討ち、民のために尽くさんとしている。にもかかわらず、三秦の豪族らが我の下に来ないのはなぜか」と尋ねると、王猛は「汝は数千里の彼方から深く敵地に入り込み、もはや長安は間近である。しかしながら灞水（長安の東に流れる川）を渡らずにいるから、民は汝がどう考えているのか図りかねているのだ」と答えた。桓温はこれに黙然としてしまい反論することが出来なかった。やがておもむろに「江東には卿と比べる者がおらぬ！」と述べ、王猛を軍諮祭酒として迎えようと考えた。
その後、桓温は南へ帰還する際、改めて王猛へ随行するよう要請し、彼に車馬を送って高官督護に任じる旨を告げた。王猛は一度山に戻り、桓温の申し出を受けるべきか師に問うた。師は「どうして卿と桓温が世に並び立つことが出来るというのか！ここに留まれば自ずと富貴となれるというのに、どうしてわざわざ遠くに行くというのだ！」と答えた。王猛はこれを受け、北方に留まった。

### 李威との関係
尚書左僕射李威は王猛が重用される前から賢人であると見抜いており、彼を国事へ参与させるよう常に苻堅へ進言していた。そのため、苻堅は感嘆して「李公（李威）が汝を理解しているのは、まるで管仲を知る鮑叔牙のようであるな」と王猛へ語った。王猛もまた李威を兄のように敬っていたという。

### 樊世との対立
- 氐の豪族である樊世は気位が高く傲慢な性格であった。ある時、樊世は皆のいる前で王猛を「我々は先帝（苻健）と一緒にこの秦国を興したが、国権に与かることはなかった。汝はなんら戦功もないのにどうして大任を専管するのか。我々が農耕して作った物を、汝が食っているのと同じだ！」と詰った。王猛は「もし汝が宰夫（王の食膳を作る者）であるというのなら、それは何も考えずにこれまで耕作してきたせいであろう」と答えた。この発言に樊世は激昂し「汝の頭を長安の城門に懸けてやらねば、世にこの身を置いてはおれん！」と言った。王猛はこの言葉をそのまま苻堅に言上した。樊世は苻健の関中平定に功績を挙げた人物であり、苻堅は樊世と同族であったが「必ずこの老いた氐を殺し、そのあとで百官を整備しよう」と激高したという。
- ある時、苻堅は王猛に「我は楊璧に公主（娘）を娶らそうと考えているが、璧という人物をどう考えるか」と問うた。楊璧は樊世の娘の夫であったので、樊世は怒って「楊璧は臣の婿であり、婚姻してから既に久しいのです。どうして陛下が公主を与えるなどと言うのです！」と声を挙げた。王猛は「陛下は海内の君主であるのに、君は婚を競おうというのか。これは二人の天子がいることに他ならぬ。上下の関係はどこにいったのだ！」と樊世を責めた。樊世は激怒して立ち上がると王猛をなぶり殺そうとしたが、左右の側近によって止められた。すると、樊世は醜悪な言葉で大いに王猛を罵倒し始めた。苻堅は遂に激怒して、西の家畜小屋へ連れ出して斬り殺すように命じた。このことが諸々の氐人に伝わると、皆争うように王猛の短所を言い立てたが、苻堅は逆に激怒して反論し、度が過ぎた者に対しては宮殿の庭で鞭打った。この一件以来、公卿以下で王猛を軽んじる者はいなくなった。

### 慕容垂との対立
- 369年11月、前燕の呉王慕容垂が苻堅の下へ亡命して来た。これを聞きつけた王猛が苻堅に「慕容垂は燕の皇族であり、東夏（中華の東側）における一世の雄です。性格は寛仁で下の者へよく施し、士卒・庶人とは恩で結ばれております。燕・趙の間ではみな彼を奉戴しようとしており、その才略を見ますに権智は計り知れません。その諸子も明毅にして幹芸を有しており、いずれも傑物です。蛟龍や猛獣を飼い馴らすことは出来ず、除くべきです」と進言したが、苻堅は「我は義をもって英雄豪傑を招聘し、不世の功を建てんとしている。それはまだ始まったばかりであり、我は至誠をもって彼を遇したというのに、今これを害したとなれば、人は我を何と言うであろうか！」と言って取り合わなかった。この後、王猛は密かに慕容垂を除こうと考えるようになった。
- 王猛が洛陽を討った時、慕容垂の子の慕容令を案内役とするよう請うた。さらに、出発間際に慕容垂の下を訪れて酒を酌み交わし、慕容垂へ餞別が欲しいといった。慕容垂は刀を王猛へ渡した。その後、洛陽へ入城すると、慕容垂と親しかった金熙という人物を買収し、慕容令へ向けて慕容垂の言葉と偽り「我は東へ還る。汝も従え」と伝えさせた。慕容令は1日迷ったが、慕容垂の刀があったのでこれを信用し、前燕へと戻った。これを受け、王猛は慕容令が反乱を起こしたと上表した。慕容垂は自らにも禍が及ぶと恐れ、東へと逃亡を図ったが、藍田で追手に捕まった。苻堅は慕容垂と東堂で引見すると、慕容垂へ一切罪を問わず、爵位を復活させて以前と変わらぬ待遇で接した。

### 鄧羌との関係
- 前燕を攻めて潞川にまで進軍した際、王猛は将軍徐成を敵軍の偵察に派遣した。だが、徐成は期日に戻らなかったため、王猛は規則に則ってこれを斬ろうとした。 鄧羌は「今、賊は多数で我が軍は少なく、それに徐成は大将であります。どうかお許しくださいますよう」と、徐成の助命を乞うた。 王猛は「ここで徐成を処断しなければ軍法が成立しない」とそれを拒否した。なおも鄧羌は「徐成は私と同郡の出身であります。確かに期日に遅れたことは斬罪に値します。ですが、願わくばともに戦功によって償いたいと思います」と食い下がった。だが、王猛はこれを許さなかったため、鄧羌は怒って陣営に帰り、兵をもって王猛の陣を攻めようとした。王猛がその理由を問うと「詔を受けて遠路はるばる賊を撃ちに来て、今近くに賊がいるのに身内で互いに殺し合おうとしております。このため先にその害を除こうとしているのです」と言った。 王猛は鄧羌の義侠に感じ入ったうえ、その智勇を惜しんでいたため、「将軍はもうやめるように。我も今回に限り徐成を許そう」と言った。鄧羌が王猛に謝罪すると、王猛がその手をとり「我は将軍を試しただけである。将軍は同郡の将に対してもそのような態度をとっているからには、国家への忠誠はいうまでもないだろう。賊のことを憂う必要は無くなったな」と言った。
- 敵軍の総大将慕容評との決戦が近づいてくると、王猛は鄧羌に「今日の戦は、将軍でなければ勝ち得ないだろう。此度の勝敗は、この一戦にかかっている。将軍は励むように」と鼓舞すると、鄧羌は「もし司隷を与えてくだされば、公が憂うことは無くなるでしょう」と答えた。 王猛は「それは我の及ぶ所ではないが、必ずや安定郡太守、万戸侯を与えられるであろう」と言った。鄧羌はこれを聞くと顔からは笑みが消え、そのまま下がった。その後、突然交戦が始まると、王猛は鄧羌を招集したが、彼は寝ており応じなかった。そのため王猛は鄧羌の下へと馬を飛ばすと、司隷の地位を約束した。鄧羌は帳中で酒を飲むと、張蚝・徐成らと共に、馬に跨がって矛を片手に慕容評軍へ突撃し、これを大破した。前燕討伐後、王猛は鄧羌を司隷校尉とするよう苻堅へ請うと、苻堅はさらに鎮軍将軍に昇進させて位を特進とした。

### 怪異譚
- 若い頃、洛陽に畚を売りに行った。ある貴人が畚を欲しがり、自宅は遠くないので代金を取りに来るよう告げた。王猛がこれに付き従うと、それ程行かないうちに深山に入り込んでしまった。やがて、白く光る髪・鬚を蓄えた1人の父老が現れた。彼は椅子に座り、10数人の従者を従えていた。従者の1人は王猛を父老の前へ連れて行った。王猛が拝すると、彼は「王公よ。どうして拝する必要があるのだ」と言い、畚の代金の10倍を払い、従者に帰り道を送らせた。王猛が深山から出て振り返ると、その山は嵩高山であった。

### その他
- ある時、麻思という人物が母が亡くなったので、葬儀のために故郷の広平へ戻りたいと請うた。王猛は「速やかに準備をされるように。暮れまでには、卿のために符を出しておこう」と言い、麻思が関所を出る頃、先々の郡県は既に符を受け取っていた。その令行禁整により、業務が留滞しない様は全てこのようであった。
- 王猛が鄴の統治に当たった際、民はみな「はからずも今日、太原王（慕容恪）の治世が甦るとは、思いもよらなかった」と喜び合った。それを聞いて、王猛は嘆息した。「慕容玄恭（慕容恪、玄恭は字）はまことに、一代の奇士であった。古き良き時代の遺愛を持っていた」と述べ、太牢を設けて慕容恪を祀ったという。
- 369年10月、前燕の散騎侍郎郝晷が使者としてやって来た。王猛と郝晷は古くからの知り合いであり、昔の話を語り合った。郝晷は前燕の朝政が乱れており反対に前秦が良く治まっていたので、密かに王猛に付き従おうと考えた。そのため、王猛が東方の事情について尋ねると、郝晷は国家の機密を多く漏らした。370年12月、王猛は官僚を集めて宴を開いた。その中で前燕からの使者の話題が出ると、王猛は「人心が一つになっていないのだ。以前、梁琛が長安に到来した時、自らの朝廷を美化するばかりであった。楽嵩はただ桓温の軍隊が強盛であることを言い立てるばかりであった。郝晷に至っては密かに自国の弊害を告げる有様だ」と言った。参軍馮誕は「今話された3人はみな前秦の臣下となっておりますが、その策略を任用するとしたら、誰から先に考慮されますか」と問うと、王猛は「郝晷は僅かな征兆を洞察することが出来る（腐敗する前燕を見限って前秦に付いたことを指す）、優先すべきだ」と答えた。馮誕は「漢の高祖とは逆に丁公（丁固）を称賛して季布を誅殺すべきということですか（劉邦は項羽から寝返った丁公を誅し、項羽に忠を尽くした季布を賞した）」と言うと、王猛は大いに笑ったという。
- かつて前燕の皇帝慕容儁は、夢で襲われたという理由で石虎の屍を探し求め、百金の懸賞金を掛けると、鄴に住む李菟という女性がその在り処を密告した。慕容儁は屍を引き出すと罵倒して遺体を辱め、その罪状を数え上げて屍を川へ投げ捨てた。後にこの話を聞いた王猛は李菟を誅殺したという。

## 子孫

### 子
- 王永 - 清修であり学を好んだ。官位は左丞相・太尉に至り、斜陽の前秦を支えたが、西燕との交戦時に戦死した。
- 王皮 - 王永の弟。散騎侍郎の地位にあったが、382年に東海公苻陽らと共に反逆を企て、朔方の北に流された。
- 王休 - 河東郡太守の地位にあった。
- 王曜 - 王休の弟。東晋に降伏し、荊州に居住した。
- 王氏 - 京兆の韋熊に嫁いだ。

### 孫
- 王憲 - 王休の子。北魏に仕え、大中正・曹事・門下となった。
- 王基 - 王休の子。東晋に仕えて河西郡太守となった。
- 王鎮悪 - 王基の弟。東晋に仕え、その末年に有力な将軍となった。劉裕に従って劉毅討伐、司馬休之討伐、後秦への北伐などに功績を挙げたが、沈田子と対立して殺害された。王猛と並んで武廟六十四将に選出されている。
- 王康 - 王鎮悪の弟。王鎮悪が北伐を敢行した際に降伏し、東晋に入った。後に洛陽の金鏞城の守備につき、官位は河西郡太守に至った。
- 王鴻 - 王鎮悪の弟。王鎮悪と共に誅殺された。
- 王遵 - 王鎮悪の弟。王鎮悪と共に誅殺された。
- 王深 - 王鎮悪の弟。王鎮悪と共に誅殺された。